# 近交系
近交系（英語：inbred strain / inbred line）是特定物种在反复近亲繁殖后得到的基因型几乎相同的一批个体。一个品系经历了至少20代的兄弟姐妹交配或后代亲本交配后，即为近交系，此时该品系的个体中，至少98.6%的基因座是纯合的，且每个个体都可视为事实上的克隆个体。一些近交系已经繁育了150多代，使种群内的个体事实上是同基因的。
近交系动物常用于实验室，这是因为为了使研究结论可复现，实验动物都应尽可能相似。不过，也有些实验可能要求受试种群有遗传多样性。因此，大多数实验室动物也有远交系，远交品系实质是自然界中的野生型品系，近交程度很低。
某些植物，包括遗传模式生物拟南芥，会自然地自花授粉，使得在实验室中培养近交系非常容易（其他植物，包括重要的遗传模型生物，如玉米，需要用一朵花给另一朵花授粉）。

## 实验室应用
近交系已广泛应用于研究。一些用近交系完成的实验获得了诺贝尔奖，若没有近交系，这些获奖的工作可能是无法完成的。这些工作包括Medawar对免疫耐受的研究、Kohler和Milstein对单克隆抗体的开发，以及Doherty和Zinkernagel对主要组织相容性复合体（MHC）的研究。
同基因生物体具有相同或几乎相同的基因型。对于近交系菌株而言，它们在第20代时，相似性通常至少有98.6%。极高的一致性，意味着在同一实验中，使用近交系比使用远交系需要的个体更少，就能产生具有相同统计显著性水平的结果。
近交系的育种通常有针对性地培养特定的表型，例如酒精偏好等行为特征或衰老等形体特征，或者可以施加选择，使之在实验中更易使用，例如易用于转基因实验。使用近交系作为模型的主要优势之一是近交系可随时用于任何进行中的研究，并且有杰克逊实验室和FlyBase等资源，研究者可以在其中查找具有特定表型或基因型的近交系、重组系和近等基因系。暂不需要的品系胚胎可以冷冻和保存，待需要其独特的基因型或表型性状时取出。

### 重组近交系
对于数量性状的连锁分析，重组近交系因其同基因的性质而有用，因为个体的遗传相似性使得数量性状基因座分析很容易复现。复现能提高定位实验结果的精确度，并且由于环境的微小变化就可能影响生物体的寿命，进而导致实验结果波动，它们在研究衰老等特征时是必备的。

### 近等基因系
这是一种近交系，其要么已经改变，要么有自然突变，使某个基因座上有差异。此类品系可用于分析近交系内或近交系之间的差异，因为任何差异既可能是由一个遗传变化造成的，也可能是同一品系内两个个体所处的环境条件不同造成的。

## 遗传漂变
动物近亲繁殖有时会导致遗传漂变。相似基因的连续叠加暴露了隐性基因模式，这些模式通常会导致繁殖能力、适应度和生存能力的变化。这些特性下降称为近交衰退。两个近交系之间杂交可消除有害的隐性基因，使上述特性得到强化，这被称为杂种优势。
由于近交系是纯合个体的小种群，它们容易受到由遗传漂变固定下来的突变的影响。杰克逊实验室在一次关于小鼠遗传漂变的报告会议上，根据观察到的性状计算了突变率的粗略估计值：每1.8代发生1个表型突变，但他们提醒说，这可能是低估的数字，因为他们只用了外表可见的表型变化，而未考虑内部的表型变化。他们补充说，统计学上，每6-9代，编码序列中就有一个突变会固定下来，导致形成新的亚系。进行对照时必须慎重，两个亚系之间并不可比，因为二者可能有很大差异。

## 著名品系

### 大鼠
- SD大鼠，全称：斯普拉格-道利大鼠（Sprague-Dawley rat）
- Wistar大鼠是近交系大鼠的通称，例如从Wistar远交发展而来的品系Wistar-Kyoto。
- 大鼠基因组数据库（Rat Genome Database）维护更新最新的近交系大鼠及其性状的列表。

### 小鼠
杰克逊实验室（Jackson Laboratory）网站提供小鼠近交系的系谱图，这些信息目前由该实验室维护。
- A/J
- C3H
- C57BL/6
- CBA
- DBA/2
- BALB/c（英语：BALB/c）

### 豚鼠
隆美尔（G. M. Rommel）于1906年开始对豚鼠进行近交实验。来自这些实验的品系2 和品系13的豚鼠至今仍在使用。1915年，休厄尔·赖特接手了这项实验。他面临着分析隆美尔积累下来的数据的任务。赖特开始对构建近亲繁殖的一般数学理论产生了浓厚兴趣。到了1920年，赖特提出了路径系数的方法，然后用它来发展近亲繁殖数学理论。赖特在1922年引入了近交系数F来衡量结合配子之间的相关性，随后的近亲繁殖大多数理论都是从他的工作中延伸出来的。目前最广泛使用的近交系数的定义，与赖特的定义在数学上是等价的。

### 青鳉
日本青鱂对近亲繁殖的耐受性很高，有一个品系已经持续进行兄弟姐妹交100多代，仍没有显示出近交衰退的迹象，为实验室研究和基因操作提供了方便的工具。鳉鱼在实验室中具有重要价值，主要是因为其在胚胎、幼体和幼鱼等早期生长阶段的是透明的，生长时容易观察其体内器官和系统的发育。其优点还包括可以通过各种遗传方法轻松制造嵌合體，例如将细胞植入正在生长的胚胎中，从而能够在实验室内研究嵌合和转基因青鳉鱼品系。

### 斑马鱼
尽管斑馬魚有许多值得研究的特征（例如再生），但斑马鱼的近交品种相对较少，这可能是因为它们比小鼠或青鳉鱼更容易近交衰退，但目前尚不清楚近交的影响是否可以克服，进而培养出可用于实验室的同基因品系。